# Scott Hogan
Scott Andrew Hogan, né le 13 avril 1992 à Salford (Angleterre), est un footballeur international irlandais qui évolue au poste d'attaquant à MK Dons.

## Carrière
Scott Hogan inscrit dix-sept buts en quatrième division anglaise lors de la saison 2013-2014 avec le club de Rochdale.
Le 21 juillet 2014, Hogan signe un contrat de trois ans avec le club du Brentford FC. Le 17 septembre 2016, il inscrit avec cette équipe un triplé en deuxième division anglaise, contre le club de Preston North End (5-0).
Le 31 janvier 2017, Hogan s'engage pour quatre ans et demi avec Aston Villa.
En août 2017, il déclare vouloir représenter l'Irlande. Il est convoqué pour la première fois avec la sélection nationale irlandaise le mois suivant.
Le 23 mars 2018, Scott Hogan honore sa première sélection avec l'équipe d'Irlande en étant titularisé lors d'un match amical contre la Turquie (défaite 1-0).
Le 31 janvier 2019, Hogan est prêté pour six mois à Sheffield United. Il inscrit deux buts en huit matchs avant de retourner à Villa à l'issue de la saison.
Le 7 août 2019, il est prêté pour une saison à Stoke City. Il inscrit trois buts en quinze matchs jusqu'au mois de janvier 2020 avant d'être renvoyé en prêt pour six mois à Birmingham City.
Le 16 septembre 2020, il rejoint Birmingham City.

## Palmarès

### En club
- Sheffield United
  - Vice-champion d'Angleterre de deuxième division en 2019.

### Distinction personnelle
- Membre de l'équipe-type de quatrième division anglaise en 2014.